# Óbudai Népzenei Iskola
Az Óbudai Népzenei Iskola 1990-ben jött létre az 1972-ben elkezdődő táncházmozgalom keretében. Az egyetlen olyan állami zeneiskola Magyarországon amelyben csak autentikus népzenét és népdaléneklést tanítanak. Létrehozója Kobzos Kiss Tamás. Sok hangszeren tanítanak, köztük olyan ritka hangszereken is, mint például a citera, a koboz vagy a tekerőlant.
Ismertebb tanárai: Budai Ilona, Fábián Éva, Ökrös Csaba és Turi András.